# Stefan Żbikowski
Stefan Żbikowski, ros. Стефан Жбиковский (ur. 24 lutego 1891 w Woli Osowińskiej w guberni siedleckiej, zm. 26 października 1937 w Moskwie) – polski działacz komunistyczny, oficer Armii Czerwonej, a następnie wojskowych służb specjalnych ZSRR (Razwiedupru).

## Życiorys
W 1909 r. ukończył gimnazjum, zaś w 1915 r. wydział fizyczno-matematyczny Uniwersytetu Warszawskiego. Krótko pracował jako nauczyciel w polskiej szkole realnej w Moskwie, po czym w grudniu 1915 r. został zmobilizowany do armii rosyjskiej. W 1916 r. ukończył w Połtawie Wileńską Szkołę Wojskową. Służył w stopniu chorążego w 194 Pułku Piechoty w Moskwie.
Po rewolucji lutowej 1917 i obaleniu caratu został członkiem, a następnie przewodniczącym komitetu pułkowego na froncie południowo-zachodnim. Na początku 1918 r. wstąpił do SDKPiL w Rosji. Jednocześnie wstąpił do wojska, współuczestniczył w formowaniu Rewolucyjnego Czerwonego Pułku Warszawskiego, którego został dowódcą. Następnie powierzono mu zadanie formowania Zachodniej Dywizji Strzelców, w szeregach której objął funkcję komisarza politycznego. Pod koniec 1918 r. został skierowany do Polski, gdzie pod fałszywym nazwiskiem Jan Zasurski prowadził nielegalną działalność wywiadowczą. Stworzył Wydział Wojskowy Komunistycznej Partii Robotniczej Polski (KPRP). W 1919 został aresztowany, po czym po procesie skazano go w styczniu 1920 na karę 8 lat więzienia.
W kwietniu 1921 powrócił do Rosji Sowieckiej w wyniku wymiany na Polaków tam aresztowanych. Otrzymał pracę w komisji wojskowej Kominternu. W 1923 skierowano go do Niemiec jako głównego współpracownika rezydentury Razwiedupru. Otrzymał pseudonim operacyjny „Alois”. Następnie prowadził nielegalną działalność wywiadowczą w Wielkiej Brytanii, a potem Chinach. Po powrocie do Moskwy w 1928, utworzył szkołę wojskową Kominternu pod zwierzchnictwem Razwiedupru. W 1930 ukończył kursy wieczorowe wyższego i starszego personelu Razwiedupru. Następnie wyjechał do Polski, działając ponownie w Komunistycznej Partii Polski (KPP). W maju 1933 powrócił do ZSRR. W maju 1934 ukończył akademię wojskową Armii Czerwonej im. M. W. Frunzego, po czym objął w niej funkcję adiunkta katedry geograficznej. Od stycznia 1935 znajdował się w rezerwie operacyjnej Razwiedupru. W styczniu 1937 r. został wykładowcą katedry organizacji i mobilizacji wojsk w akademii wojskowej Armii Czerwonej im. Frunzego.
W okresie „wielkiej czystki”, 14 czerwca 1937 został aresztowany przez NKWD. 26 października 1937 Kolegium Wojskowe Sądu Najwyższego ZSRR skazało go na karę śmierci pod zarzutem „udziału w kontrrewolucyjnej organizacji terrorystycznej”, rozstrzelany tego samego dnia. skremowany i pochowany anonimowo w zbiorowej mogile na Cmentarzu Dońskim.
Zrehabilitowany przez Kolegium Wojskowe SN ZSRR 17 grudnia 1955.

Był patronem 1 Mazowieckiej Brygady  Wojsk Obrony Wewnętrznej.

## Odznaczenia
- Order Czerwonego Sztandaru – 1928[6]